# Ophiuche anemosa
Ophiuche anemosa là một loài bướm đêm trong họ Erebidae.